# Ludwik Górski (polityk)
Ludwik Górski z Falęcina (ur. 1867 w Woli Pękoszewskiej, zm. 23 sierpnia 1931 w Warszawie) – polski ziemianin, polityk konserwatywny.
Syn Jana Górskiego i Marii z hrabiów Łubieńskich, brat Emmanuela Marii Józefa Szczepana (1859–1865), Marii Józefa Łukasza Seweryna Jana (1860–1860), Konstantego Mariana Marii (1862–1909), Zofii (1863–1864), Antoniego (1869–1939), Jana (1871–1974) oraz Pii Marii (1878–1974).
Ukończył studia chemiczne i rolnicze w Berlinie po których wrócił do Królestwa Kongresowego i prowadził gospodarstwo w Kozietułach pod Grójcem. W tym okresie zaprzyjaźnił się ze swoim sąsiadem księciem Zdzisławem Lubomirskim.
Po wybuchu I wojny światowej Lubomirski ściągnął go do Warszawy do pracy w Centralnym Komitecie Obywatelskim w Warszawie, a następnie w Radzie Głównej Opiekuńczej. Po powstaniu Królestwa Polskiego Górski został powołany do tymczasowej Rady Stanu. W okresie od lipca 1917 do 27 lutego 1918 pełnił one funkcję dyrektora Komisji Wojskowej, ustępując z tego stanowiska wraz z dymisją rządu Jana Kucharzewskiego. Po dymisji wycofał się z życia politycznego i powrócił do gospodarki majątkiem rolnym. Nie założył rodziny, zmarł bezpotomnie pochowany został w Jeruzalu na cmentarzu parafialnym.